# Beguinaje de Brujas
El Beguinaje de Brujas (llamado «Monasterio de la Viña» o De Wijngaard), situado en la parte meridional del centro histórico de Brujas (Bélgica), data de 1245. Está separado de la ciudad por una muralla rodeada por un foso. En 1927, una comunidad de religiosas benedictinas tomó el relevo de las beguinas que aún vivían allí, y desde entonces es un monasterio benedictino.
Este beaterio de Brujas forma parte, junto con el resto de los beguinajes flamencos, del Patrimonio de la Humanidad de la Unesco. Su apacible recinto bordeado por una treintena de casitas de beguinas (algunas de las cuales se remontan al siglo XV) y salpicado de árboles longilíneos, es uno de los lugares más célebres de la ciudad.
Las beguinas transformaron el orden moral de la Iglesia, revolucionaron las mentalidades y modificaron el paisaje de numerosas ciudades de Flandes. «No se sabe cómo empezó este movimiento» explica Silvana Panciera, socióloga de la EHESS y autora de «Béguines» (ed. Fidélité, 2009). Sus inicios se remontan a finales del siglo XII en Lieja. En menos de veinte años se extiende por Francia, Italia, Países Bajos, Alemania, Polonia y Hungría. Las mujeres se reúnen por todas partes, recreando ciudades dentro de las ciudades, con la intención de llevar una vida de perfección en un medio urbano, sin pronunciar votos y exentas de las reglas de la Iglesia. «El movimiento de las beguinas seduce porque propone a las mujeres existir sin ser esposas, ni religiosas, emancipadas de cualquier dominación masculina», explica Régine Pernoud en su libro «La Virgen y los santos en la Edad Media».

## Historia

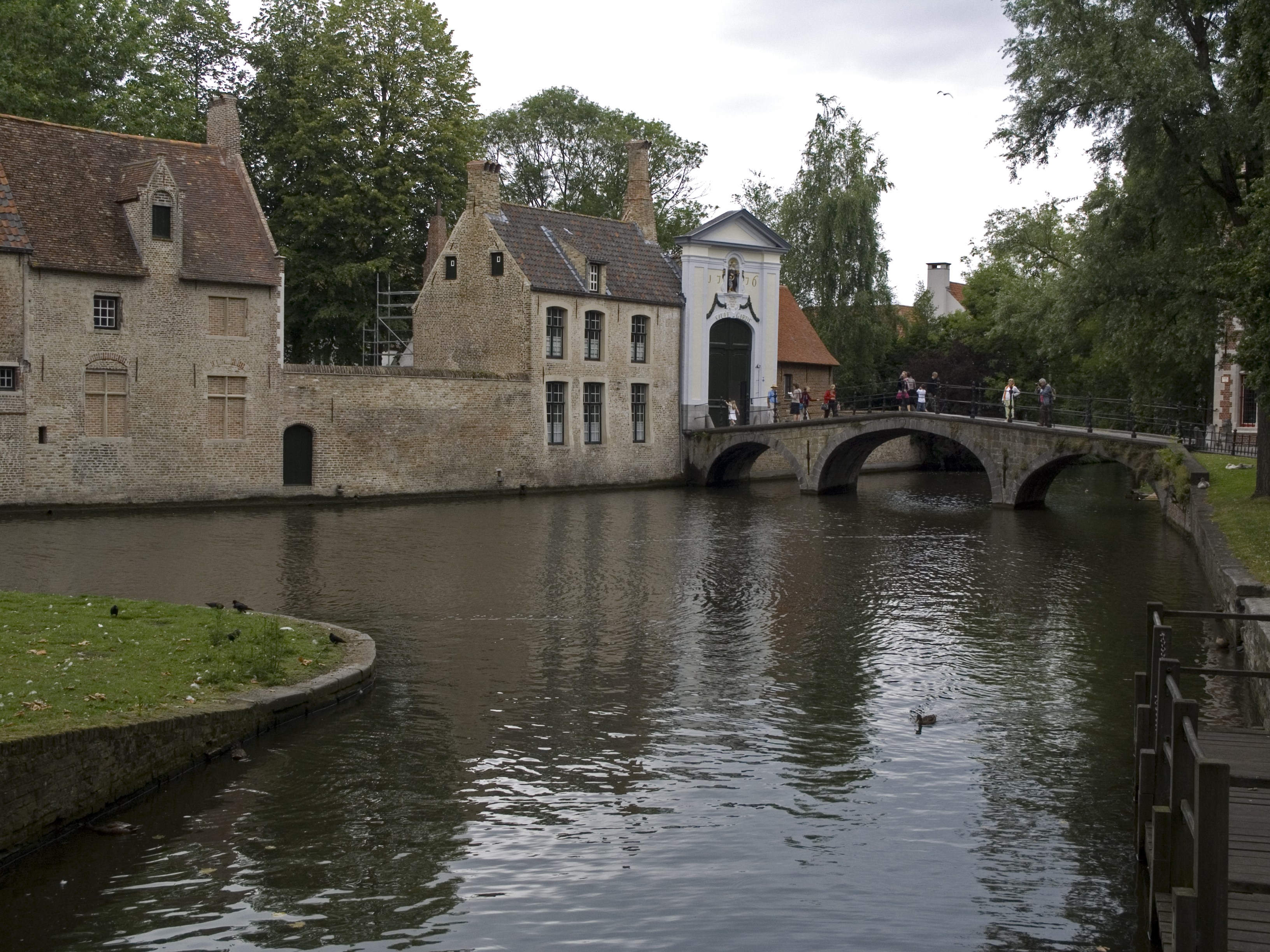
Muralla y portada de acceso.

Hacia 1225, un grupo de jóvenes sin recursos forman una asociación piadosa de beguinas. Se instalan cerca de un arroyo, en un lugar aislado llamado «la Viña» (De Wijngaard), a las afueras de la ciudad, y se ganan la vida trabajando la lana para los tejedores.
La condesa de Flandes Margarita de Constantinopla las acoge bajo su protección en 1245, y su intervención consigue que el obispo de Tournai, Walter de Marvis, conceda al beaterio la categoría de parroquia independiente. Su autonomía se refuerza gracias a un privilegio concedido por el rey Felipe el Hermoso: el beguinaje solo depende del tribunal real. Además, la dimensión contemplativa queda reforzada por una regla de vida. En 1275, el beguinaje se engloba dentro de los límites de la ciudad. 
El siglo XV es un periodo de prosperidad. El beguinaje es rico, abarca una superficie varias veces mayor que la actual, es una auténtica ciudad dentro de la ciudad. Son muchos los fieles que acuden a su iglesia, que cuenta con un párroco asistido por cinco vicarios.
Los disturbios religiosos del siglo XVI son la causa del incendio que en 1584 destruye la antigua iglesia del siglo XIII, que se reconstruye en estilo gótico en 1604. En los siglos XVII y XVIII, el beguinaje recupera su esplendor, pero sus miembros han cambiado: aunque la orientación sigue siendo religiosa y contemplativa, las beguinas pertenecen ahora a la aristocracia, y su forma de vida es la de las canonesas. La admisión es socialmente selectiva, si bien se sigue aceptando el ingreso de algunas «beguinas pobres».
La portada de acceso data de 1776. El beaterio queda suprimido por la administración revolucionaria francesa a finales del siglo XVIII. En 1798, sus bienes son entregados a la Comisión de Hospicios.
En 1803, unas cuantas beguinas retoman la vida en común, pero esta forma de vida no se adapta a la mentalidad moderna de los siglos XIX y XX. El beguinaje sigue existiendo durante un siglo más, aunque su decadencia parece inevitable. No obstante, a principios del siglo XX, el canónigo Rodolphe Hoornaert toma la iniciativa de fundar una nueva comunidad religiosa, las «Hijas de la Iglesia», que adopta la regla de San Benito. El beguinaje es actualmente el monasterio benedictino de la Viña.

## Patrimonio

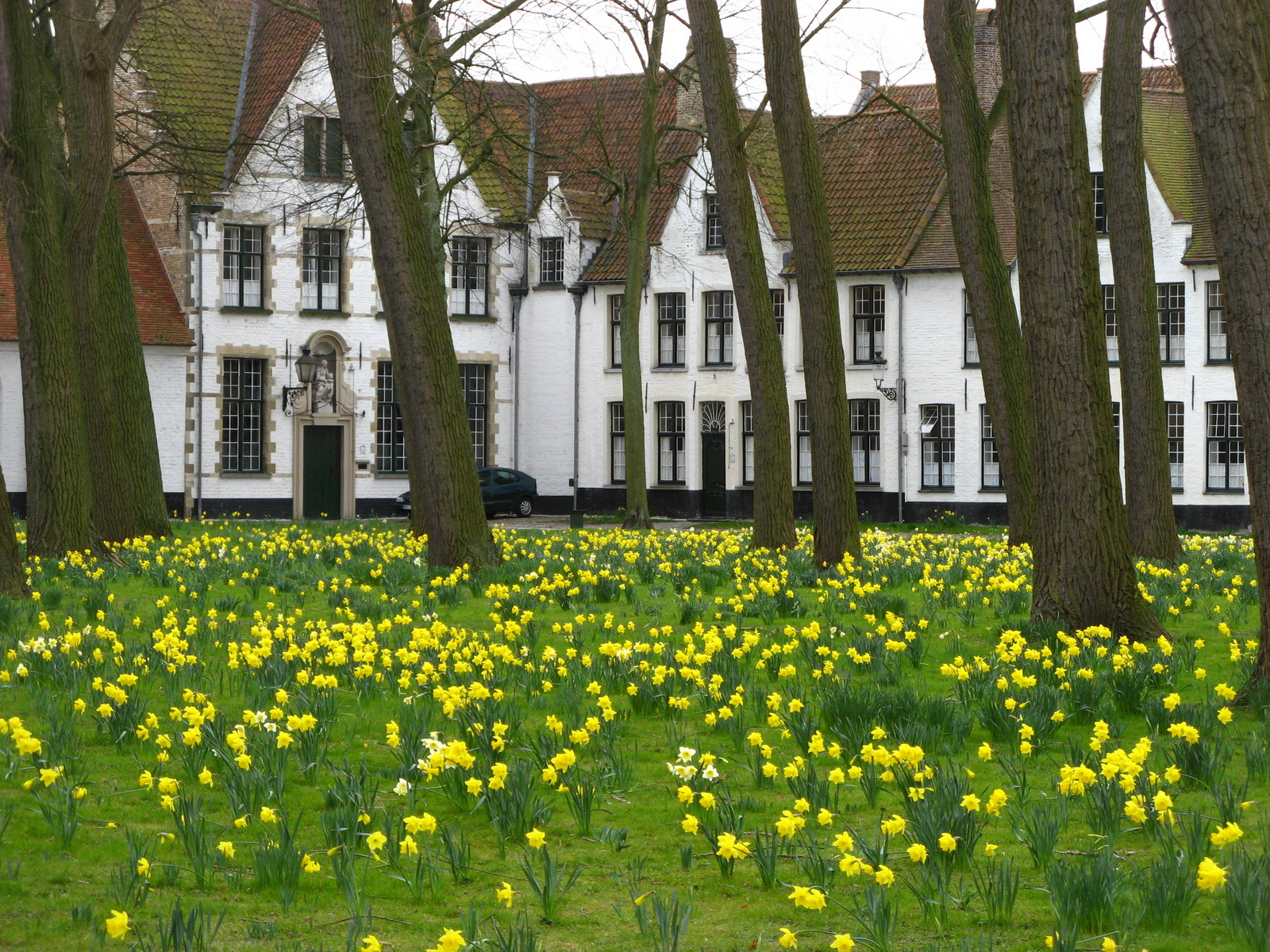
Casa de la Gran Dama en primavera.

- La monumental portada a la que se accede por un puente de tres arcos sobre el río Minnewater está ornado por una estatua de santa Isabel de Hungría, patrona de varios beguinajes. La portada data de 1776.
- Una treintena de casitas de beguinas de color blanco, que en su mayoría datan de los siglos XVI, XVII y XVIII, rodean un jardín y una iglesia de estilo barroco. Cerca de la entrada, una de las casas se ha convertido en museo sobre la vida cotidiana de las beguinas. Se pueden ver cuadros de los siglos XVII y XVIII, mobiliario de época e instrumentos de trabajo de las beguinas, sobre todo de bordado y elaboración de encaje.
- La iglesia de Santa Isabel es de estilo gótico. La sillería del coro data del siglo XVII. La Liturgia de las Horas ocupaba un importante espacio en la vida cotidiana de las beguinas, como lo hace hoy en la de las religiosas benedictinas.
- La casa de la Gran Dama (superiora de la comunidad) es muy reconocible, ya que está flanqueada por una pequeña capilla más antigua (del siglo XV). La casa contigua era una enfermería. Cerca de ella hay seis casas más pequeñas que estaban reservadas a las beguinas económicamente más desfavorecidas.

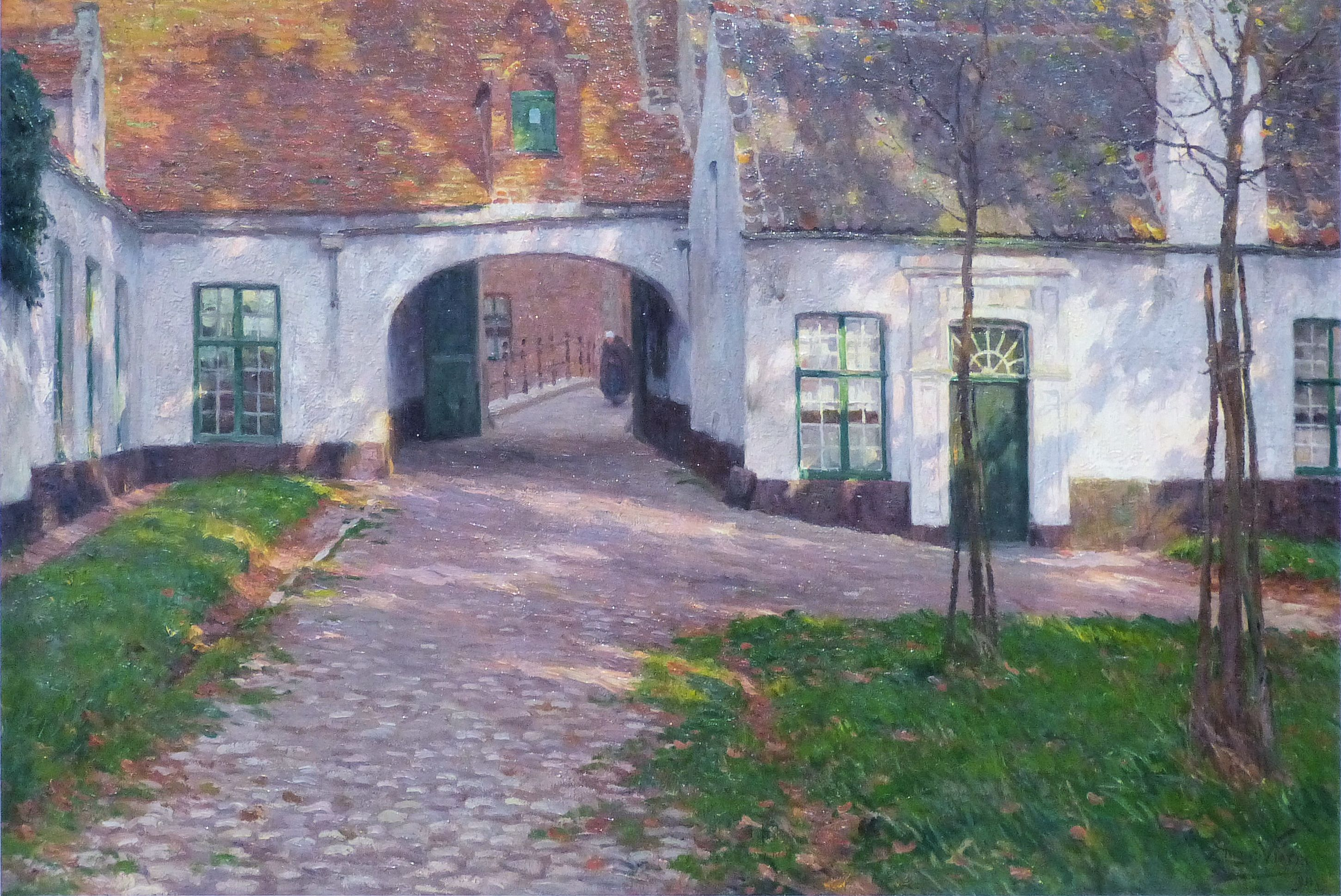